# Corytophanidae
Corytophanidae é uma família de répteis escamados pertencentes à subordem Sauria. Compreende os lagartos conhecidos popularmente como basiliscos.

## Gêneros
- Basiliscus
- Corytophanes
- Laemanctus